# Guachipas (departamento)
Departamento Guachipas é um departamento da província de Salta, na Argentina.